# Oscar Martínez
Oscar Martínez (Buenos Aires, 23 de outubro de 1949) é um ator, autor e diretor de teatro argentino. Ele recebeu o Prêmio Konex em 2001 por sua carreira como ator de teatro na última década e em 1991 como ator de comédia e cinema.
Em setembro de 2016, por ocasião da 73.ª edição do Festival Internacional de Cinema de Veneza, foi premiado com a Volpi Cup de Melhor Ator por sua atuação no filme El ciudadano ilustre.
Em 23 de novembro de 2017, foi eleito membro titular da Academia Argentina de Letras, com recepção pública realizada em 6 de junho de 2019. Ele escreveu várias peças; Por exemplo, Ella en mi cabeza recebeu o prêmio ACE de melhor comédia em 2005 e foi lançado em vários países. Também escreveu o livro Ensayo general. Apuntes sobre el trabajo del actor, que é teórico.

## Filmografia
| Cinema | Cinema                              | Cinema                     | Cinema                       | Cinema |
| Ano    | Título                              | Personagem                 | Diretor                      |        |
| ------ | ----------------------------------- | -------------------------- | ---------------------------- | ------ |
| 1974   | La tregua                           | Jaime Santomé              | Sergio Renán                 |        |
| 1984   | La Rosales                          | Enzo                       | David Lipszyc                |        |
| 1984   | Asesinato en el Senado de la Nación | Federico Pinedo            | Juan José Jusid              |        |
| 1985   | Contar hasta diez                   | Ramón Vallejos             | Oscar Barney Finn            |        |
| 1985   | La cruz invertida                   | Padre Carlos Samuel Torres | Mario David                  |        |
| 1986   | Soy paciente                        |                            | Rodolfo Corral               |        |
| 1986   | Expreso a la emboscada              | Figueras                   | Gilles Béhat                 |        |
| 1987   | Los dueños del silencio             | Tenente Rodríguez          | Carlos Lemos                 |        |
| 1988   | Tango, Bayle nuestro                | Dublagem                   | Jorge Zanada                 |        |
| 1995   | No te mueras sin decirme adónde vas | Oscar                      | Eliseo Subiela               |        |
| 1998   | Cómplices                           | Julio Romero               | Néstor Montalbano            |        |
| 2001   | Berlin is in Germany                | Enrique Cortés             | Hannes Stöhr                 |        |
| 2008   | El nido vacío                       | Leonardo Vindel            | Daniel Burman                |        |
| 2014   | Relatos salvajes                    | Mauricio                   | Damián Szifron               |        |
| 2015   | La patota                           | Fernando                   | Santiago Mitre               |        |
| 2015   | El espejo de los otros              |                            | Marcos Carnevale             |        |
| 2016   | Kóblic                              | Comissário Velarde         | Sebastián Borensztein        |        |
| 2016   | Inseparables                        | Felipe                     | Marcos Carnevale             |        |
| 2016   | El ciudadano ilustre                | Daniel Mantovani           | Mariano Cohn e Gastón Duprat |        |
| 2017   | Toc Toc                             | Federico                   | Vicente Villanueva           |        |
| 2018   | Las grietas de Jara                 | Nelson Jara                | Nicolás Gil Lavedra          |        |
| 2019   | La misma sangre                     | Elías                      | Miguel Cohan                 |        |
| 2019   | Yo, mi mujer y mi mujer muerta      | Bernardo                   | Santi Amodeo                 |        |
| 2019   | El cuento de las comadrejas         | Norberto Imbert            | Juan José Campanella         |        |
| 2019   | Tu me manques                       | Jorge                      | Rodrigo Bellott              |        |
| 2019   | Vivir dos veces                     | Emilio                     | María Ripoll                 |        |

## Prêmios e indicações

### Cinema
| Prêmio Condor de Prata | Prêmio Condor de Prata  | Prêmio Condor de Prata                                  | Prêmio Condor de Prata | Prêmio Condor de Prata |
| Ano                    | Categoria               | Trabalho                                                | Resultado              | Ref.                   |
| ---------------------- | ----------------------- | ------------------------------------------------------- | ---------------------- | ---------------------- |
| 1993                   | Melhor Ator             | ¿Dónde estás amor de mi vida que no te puedo encontrar? | Indicado               | [ 5 ]                  |
| 2009                   | Melhor Ator             | El nido vacío                                           | Venceu                 | [ 6 ]                  |
| 2015                   | Melhor Ator Coadjuvante | Relatos salvajes                                        | Venceu                 | [ 7 ]                  |
| 2017                   | Melhor Ator             | El ciudadano ilustre                                    | Venceu                 | [ 8 ]                  |

| Prêmio Sur | Prêmio Sur  | Prêmio Sur           | Prêmio Sur | Prêmio Sur |
| Ano        | Categoria   | Trabalho             | Resultado  | Ref.       |
| ---------- | ----------- | -------------------- | ---------- | ---------- |
| 2008       | Melhor Ator | El nido vacío        | Venceu     | [ 9 ]      |
| 2014       | Melhor Ator | Relatos salvajes     | Venceu     | [ 10 ]     |
| 2016       | Melhor Ator | El ciudadano ilustre | Venceu     | [ 11 ]     |

| Prêmios Platino | Prêmios Platino | Prêmios Platino      | Prêmios Platino | Prêmios Platino |
| Ano             | Categoria       | Trabalho             | Resultado       | Ref.            |
| --------------- | --------------- | -------------------- | --------------- | --------------- |
| 2017            | Melhor Ator     | El ciudadano ilustre | Venceu          | [ 12 ]          |

| Festival Internacional de Cinema de Veneza | Festival Internacional de Cinema de Veneza | Festival Internacional de Cinema de Veneza | Festival Internacional de Cinema de Veneza | Festival Internacional de Cinema de Veneza |
| Ano                                        | Categoria                                  | Trabalho                                   | Resultado                                  | Ref.                                       |
| ------------------------------------------ | ------------------------------------------ | ------------------------------------------ | ------------------------------------------ | ------------------------------------------ |
| 2016                                       | Melhor Ator                                | El ciudadano ilustre                       | Venceu                                     | [ 13 ]                                     |

| Festival Internacional de Cinema de San Sebastian | Festival Internacional de Cinema de San Sebastian | Festival Internacional de Cinema de San Sebastian | Festival Internacional de Cinema de San Sebastian | Festival Internacional de Cinema de San Sebastian |
| Ano                                               | Categoria                                         | Trabalho                                          | Resultado                                         | Ref.                                              |
| ------------------------------------------------- | ------------------------------------------------- | ------------------------------------------------- | ------------------------------------------------- | ------------------------------------------------- |
| 2008                                              | Melhor Ator                                       | El nido vacío                                     | Venceu                                            | [ 14 ]                                            |

| Festival de Cinema de Málaga | Festival de Cinema de Málaga | Festival de Cinema de Málaga   | Festival de Cinema de Málaga | Festival de Cinema de Málaga |
| Ano                          | Categoria                    | Trabalho                       | Resultado                    | Ref.                         |
| ---------------------------- | ---------------------------- | ------------------------------ | ---------------------------- | ---------------------------- |
| 2016                         | Melhor Ator Coadjuvante      | Kóblic                         | Venceu                       | [ 15 ]                       |
| 2019                         | Melhor Ator                  | Yo, mi mujer y mi mujer muerta | Venceu                       | [ 16 ]                       |

| Prêmio Fênix de Cinema Ibero-americano | Prêmio Fênix de Cinema Ibero-americano | Prêmio Fênix de Cinema Ibero-americano | Prêmio Fênix de Cinema Ibero-americano | Prêmio Fênix de Cinema Ibero-americano |
| Ano                                    | Categoria                              | Trabalho                               | Resultado                              | Ref.                                   |
| -------------------------------------- | -------------------------------------- | -------------------------------------- | -------------------------------------- | -------------------------------------- |
| 2017                                   | Melhor Ator                            | El ciudadano ilustre                   | Venceu                                 | [ 17 ]                                 |

### Televisão
| Prêmio Martín Fierro | Prêmio Martín Fierro | Prêmio Martín Fierro | Prêmio Martín Fierro | Prêmio Martín Fierro |
| Ano                  | Categoria            | Trabalho             | Resultado            | Ref.                 |
| -------------------- | -------------------- | -------------------- | -------------------- | -------------------- |
| 1994                 | Melhor Ator          | Nueve lunas          | Indicado             | [ 18 ]               |
| 1995                 | Melhor Ator          | Nueve lunas          | Venceu               | [ 19 ]               |
| 1996                 | Melhor Ator de Drama | De poeta y de loco   | Venceu               | [ 20 ]               |

| Prêmio Tato | Prêmio Tato | Prêmio Tato   | Prêmio Tato | Prêmio Tato |
| Ano         | Categoria   | Trabalho      | Resultado   | Ref.        |
| ----------- | ----------- | ------------- | ----------- | ----------- |
| 2012        | Melhor Ator | Condicionados | Indicado    | [ 21 ]      |